# Рус-Бориси
Рус-Бориси, а также Ру́сские Бори́сы (азерб. Rus Borisi), или Борисы́, — село в Геранбойском районе Азербайджана.

## История
Село было образовано в 1842 году русскими переселенцами - молоканами. Село состояло из 33-х дворов крестьян переселившихся из Тамбовской губернии и 22-х дворов крестьян из Саратовской губернии. Позже часть поселенцев(30 дворов) переселятся в Карсскую область.
В советский период село именовалось Руc-Бориси или Русские Борисы и входило в состав Шаумяновского (сельского) района Азербайджанской ССР.
В 1932 на территории села, позже вошедшем в состав Шаумяновского района, был образован колхоз, который ещё действовал на 2009 год. Исторически население села состояло из этнических русских и в советское время доходило до двух тысяч человек.
2 сентября 1991 года на совместной сессии Нагорно-Карабахского областного и Шаумяновского районного Советов народных депутатов была принята Декларация о провозглашении Нагорно-Карабахской Республики в границах Нагорно-Карабахской автономной области (НКАО) и сопредельного Шаумяновского района Азербайджанской ССР.
Указом Президиума Верховного Совета Азербайджанской ССР от 14 января 1991 года и Решением Верховного Совета Азербайджанской ССР от 7 февраля 1991 года Шаумяновский (сельский) район был упразднён и присоединён к территории Касум-Исмайловского района, переименованного в Гёранбойский район.
В 1992 году село оказалось в центре армяно-азербайджанских вооружённых столкновений, когда армянское население практически полностью покинуло территорию бывшего Шаумяновского района. Летом 1992 года в ходе летнего наступления азербайджанских войск территория уже бывшего Шаумяновского (сельского) района была возвращены под контроль Азербайджана.
Несмотря на то, что Рус-Бориси, как и азербайджанские сёла района, остались незатронуты военными действиями, тяжёлая политическая и экономическая ситуация в регионе вынудила значительную часть населения покинуть село.
С 1994 года в Рус-Бориси начали селиться азербайджанцы, в основном вынужденные переселенцы из Нагорного Карабаха.
На 2006 год, по данным исполнительной власти Геранбойского района, продолжала наблюдаться эмиграция русского населения Русских Борисов в Россию, а число оставшихся составляло около 70 семей. В 2009 году население села составляло около 500 человек, из которых лишь 83 — русские, чаще всего люди среднего и пожилого возраста, и около 400 азербайджанцев.
Экономика села была связана исключительно с деятельностью колхоза им. Калинина, считавшемся в советское время «колхозом-миллионером». На конец 1970-х пашня села составляла 600 гектаров, имелось пять птицеферм с двумя тысячами кур-несушек, ферма крупного рогатого скота на 300 коров дойного стада и 800 голов молодняка — бычков и лошадей. В 1990-х годах колхоз перешёл на хозрасчёт и на 2009 там выращивалась лишь капуста и картофель. В селе имеется медпункт и средняя школа с образованием на русском языке. В 2009 года было начато строительство второй русской школы на 180 учеников.